# Gornji Proložac
Gornji Proložac – wieś w Chorwacji, w żupanii splicko-dalmatyńskiej, w gminie Proložac. W 2011 roku liczyła 346 mieszkańców.